# Augustin-Florin Hagiu
Augustin-Florin Hagiu (n.  ?) este un deputat român, ales în 2024 din partea PSD. 